# 蒙巴尔站
蒙巴尔站是法国的一个铁路车站，位于法国城市蒙巴尔。

## 位置
蒙巴尔站位于蒙巴尔市区的南部。车站大致呈东西走向，开口朝北。该站是巴黎－马赛铁路上的一个重要车站，也是法国高速铁路东南线第戎支线上的第一站，由巴黎前往第戎、贝桑松、米卢斯一线的列车均要经过蒙巴尔。但由于蒙巴尔本身城市人口不多，因此部分TGV列车不停靠蒙巴尔站。

## 车站设施
蒙巴尔站站内设有人工售票窗口和自动售票机，并有一个小型候车室。

## 停靠线路
以下列车线路在蒙巴尔站停靠：
| 蒙巴尔站列车线路表        |      |                 |                |              |
| 线路                      | 车种 | 上一站          | 下一站         | 大致运行频率 |
| 巴黎—米卢斯               | TGV  | 巴黎里昂        | 第戎           | 每天3趟左右  |
| 巴黎—贝桑松               | TGV  | 巴黎里昂        | 第戎           | 每天4趟左右  |
| 巴黎—索恩河畔沙隆         | TGV  | 巴黎里昂        | 第戎           | 每周2趟左右  |
| 里尔—米卢斯               | TGV  | 马恩拉瓦莱-谢西 | 第戎           | 每天1趟      |
| 巴黎—第戎/里昂帕丢/佩拉什 | TER  | 尼伊苏拉弗耶尔  | 雷洛姆阿雷西亚 | 每天9趟左右  |
| 桑斯/拉罗什-米仁讷—第戎   | TER  | 尼伊苏拉弗耶尔  | 雷洛姆阿雷西亚 | 每天2趟      |
| 欧塞尔—第戎               | TER  | 尼伊苏拉弗耶尔  | 雷洛姆阿雷西亚 | 每天2趟左右  |
| 1.                        |      |                 |                |              |

## 配套交通

### 长途汽车
蒙巴尔站对应的大巴车上下车地点位于车站北侧。
| 停靠蒙巴尔站的大巴车 |                          |                                                                                       |
| 上下车地点           | 运营单位                 | 主要目的地                                                                            |
| 蒙巴尔站             | 科多尔省城际客运 Transco | 桑瑟雷、普伊昂欧苏瓦、索略                                                            |
| 蒙巴尔站             | SNCF TER Bourgogne       | 塞纳河畔沙蒂隆 （当某条铁路线施工或罢工时，SNCF可能会提供途径该线路沿途站点的大巴车） |
| 1. 2. 3.             |                          |                                                                                       |

### 公交线路
蒙巴尔站附近暂无城市公交线路。

### 社会车辆
蒙巴尔站门口设有社会车辆停车场。

## 临近车站
| 蒙巴尔站（Gare de Montbard） |                |                   |
| 上行车站 | 线路           | 下行车站          |
| ↙圣弗洛朗坦-维吉尼站←……←尼伊苏拉弗耶尔站←（正线）↖ ↙……←拉米站←（联络线）↖ 巴黎里昂站↖ 巴黎贝尔西站↙⇐……⇐绿景苑站←（正线）↖ 马恩拉瓦莱-谢西站←（联络线）↖ 马西TGV站⇐（联络线）↙（联络线）↙（正线）↙←（法国高速铁路东南线）←（联络线）↙ | 巴黎－马赛铁路 | →雷洛姆阿雷西亚站 |
| - "⇐"或"⇒"为共线路段；灰色字体为非本线车站或路段。本表仅显示运营中的线路及车站 |                |                   |